# لعبة الحياة (مسلسل)

## قصة
خالد زيدان محامي نزيه دائم الدفاع عن الحق ويتمتع بسمعة طيبة للغاية وسط سلك القضاء والمحاماة، له ثلاثة أبناء ويدور الصراع بين خالد زيدان الذي يتمسك بالقيم والمبادئ ويرسي قواعدها في أولاده وبين كمال أبو الدهب الملياردير الذي يتصف بكل ما هو مشين وسيء حيث أنه قام بتوريط ابن خالد زيدان في إحدى عملياته المشبوهة، ويتم الكشف عن حقيقة هذا المخادع على يد خالد زيدان ويكون مصيره السجن، ويفاجأ الجميع بإدانة ابنه مدحت أمام المحكمة لأنه باع مبادئه التي تربى عليها في سبيل الحصول على المال.

## فريق العمل

### بطولة
| - ليلى طاهر: د. امنية - أبو بكر عزت: كمال أبو الدهب - نرمين الفقي: د. مايسة زيدان - رشوان توفيق: خالد زيدان - دينا عبد الله: علياء أبو الدهب - ناصر سيف: د. هشام عقل - هند عاكف: د. سلمى زهدي | - ميرنا وليد: ماجدة زيدان - نهال عنبر: سحر - خالد محمود: عمر فوزي - أيمن عزب: طارق كمال أبو الدهب - عصام شكري: مدحت أخو مايسة - نادية فهمي: عنايات - عثمان عبد المنعم: السيد مجاهد | - فلك نور: بنت السيد مجاهد - أسامة عباس: د. عبد الفتاح زهدي - عادل هاشم: فهمي العشري - مصطفى الخضري: صلاح - نبيل الهجرسي: عبد العال حسنين - مجدي عبد الوهاب: د. فؤاد (ضيف شرف) - سعد أبو النصر: ماجدة زيدان |

بالاشتراك مع:
- مختار أمين:عم سلامة السفرجي- محمد عناني:المحامي رزق- مصطفى الشامي:فوزي زوج سحر- عزت بدران:المحامي حسن- تغريد البشبيشي:أم د. هشام- عنبر:ليلى أخت د.هشام- لمياء الأمير:منال محامية لدى خالد- سحر عبد الحميد- شفيق الشايب:رئيس تحرير- محمد عمار- عادل عطية:قاضي- يوسف حسين- مايسة الرباط:موظفة لدى خالد- راندا البيشاني- إيزابيل كمال- مديحة أنور:ممرضة بالمستشفى- ليلى صابونجي:جارة المحامي حسن- هندام محمد- محمد لطفي- سيد مصطفى- محمد الصوفي:وكيل النيابة- محمد البيطار:سمير بهلول- عبد المنعم المرصفي:طبيب بالمستشفى- مجدي فوزي- نادية مصطفى- علا عبد الباقي- محمود طاهر- بدرية عبد الجواد- أحمد سعيد:الصحفي يحيى- سمير حسين- طلعت سلامة- محمد حبشي- عبد العزيز مبارك- أمل قطب- ميريهان: (طفلة) - محمد صلاح: وكيل نيابة